# Johnny Hellström
Ernst Johnny Hellström, född 9 december 1941 i Jönköping, död 16 januari 1962 i Jönköping, var en svensk simhoppare. Han tävlade för Jönköpings Simsällskap och Stockholms KK.
Hellström tävlade för Sverige vid olympiska sommarspelen 1960 i Rom, där han slutade på 13:e plats i svikthopp.
1958 blev han Jönköpings Simsällskaps förste svenska mästare då han vann 3 meters svikthopp utomhus.